# Richi Star
Melani Richi (Concepción, 30 de enero de 1988) conocida artísticamente como Richi Star es una cantante, actriz, productora y compositora argentina que lidera el grupo musical indie Richi Star Band, fusionando estilos pop, hard rock, trap y R&B, con clara tendencia en sus contenidos a los derechos LGBT, el feminismo y la inclusión.

## Biografía
Richi Star es originaria de la ciudad de Concepción, 86 km al sur de San Miguel de Tucumán. Al terminar la escuela secundaria se mudó a la capital tucumana, donde estudió Ciencias de la Comunicación y Teatro en la Universidad Nacional de Tucumán. Iniciando su carrera artística en obras locales.
Luego de egresar de la universidad, vivió una temporada en Fort Lauderdale (estado de Florida), donde se formó en la academia local de música y se relacionó con la escena musical del sur de Florida, tomando influencias tanto de la música hip hop como de la tradición blusera.
Ya de regreso a la Argentina, formó parte del grupo musical The Unicorns Band, con el cual realizó sus primeras presentaciones en vivo.
También participó en programas televisivos como Tucumaníacos,
Viviendo con las estrellas,
y formó parte del elenco de obras teatrales como Sincronizadas.
En 2017 se lanzó con el proyecto que lleva su nombre. Luego de presentarse en el circuito local musical y sumando popularidad a través de las redes sociales, logró repercusión al telonear al grupo Miranda! en Tecnópolis,
En 2019 se presentó en el bar La Trastienda, en varias ediciones del festival Ciudad Emergente, en el Festival Cultural Saldías y en la Marcha del Orgullo LGBT de Buenos Aires,
En 2020, durante la cuarentena debida a la pandemia de covid-19, interpretó el personaje de Serena en la serie Send Nudes.
En 2021 lanzó su disco Pecado con apoyo del INAMU (Instituto Nacional de la Música) y la producción musical de Van Klaus.